# Empatia
A empatia envolve três componentes: afetivo, cognitivo e reguladores de emoções. O componente afetivo baseia-se em compartilhar, e na compreensão de estados emocionais de outros. O componente cognitivo refere-se à capacidade de deliberar sobre os estados mentais de outras pessoas. A regulação das emoções lida com o grau das respostas empáticas. A empatia parte da perspectiva referencial que é pessoal a ela, ciente das próprias limitações em acurácia, sem confundir a si mesmo com o outro. Em outras palavras, seria o exercício afetivo e cognitivo de buscar interagir percebendo a situação sendo vivida por outra pessoa (em primeira pessoa do singular), além da própria situação.
O termo alemão Einfühlung foi usado no sentido estético pela primeira vez no início do século XX, pelo psicólogo alemão Theodor Lipps (1851-1914), "para indicar a relação entre o artista e o espectador que projeta a si mesmo na obra de arte". O termo advém do grego EMPATHEIA, formado por EN-, “em”, mais PATHOS, “emoção, sentimento” e Aristóteles usava o termo "em-pathein" no sentido de "animação do inanimado".
Na psicologia e nas neurociências contemporâneas a empatia é uma "espécie de inteligência emocional" e pode ser dividida em dois tipos: a cognitiva — relacionada com a capacidade de compreender a perspectiva psicológica das outras pessoas; e a afetiva — relacionada com a habilidade de experimentar reações emocionais por meio da observação da experiência alheia.
Pesquisas indicam que a empatia tem uma resposta humana universal, comprovada fisiologicamente. Dessa forma pode ser tomada como causa do comportamento altruísta, uma vez que predispõe o indivíduo a tomar atitudes altruístas..
Pode-se afirmar que empatia tem a ver com "sentir dentro", ou seja, não é somente colocar-se no lugar do outro e sim, sentir o que o outro está sentindo. è complexo demais, pois a natureza humana tende a ser egoísta, mas esforçamo-nos para tornar a sociedade e o lugar em que vivemos, um mundo melhor. Costuma-se dizer que a empatia precede a compaixão, onde nesse sentimento temos muito mais do que sentir o que o outro sente, mas vivenciar as alegrias e dores do outro. Há muito a evoluir para que possamos atingir esse nível.

## Conceito
O estado de empatia, ou de entendimento empático, consiste em perceber corretamente o marco de referência interno do outro com os significados e componentes emocionais que contém, como se fosse a outra pessoa, em outras palavras, colocar-se no lugar do outro, porém sem perder nunca essa condição de “como se”. A empatia implica, por exemplo, em sentir a dor ou o prazer do outro como ele o sente e perceber suas causas como ele as percebe, porém sem perder nunca de vista que se trata da dor ou do prazer do outro. Se esta condição de “como se” está presente, nos encontramos diante de um caso de identificação e esta só pode acontecer, se o indivíduo tiver vivido experiência semelhante a que está se passando no outro.
A empatia caracteriza-se pela tomada de perspectiva, ausência de julgamento, reconhecimento da emoção nos outros e capacidade de comunicar esse estado emocional.
Empatia não é uma emoção, portanto, não se pode "sentir empatia" - uma formulação encontrada equivocadamente em diversos artigos sobre o assunto. A empatia, em sua definição cognitiva, é uma habilidade socioemocional que 98% dos seres humanos possuem de reconhecer, compreender e reproduzir emoções alheias. É o canal de conexão com o outro, de forma que quando ativado, faz com que se consiga compreender e reproduzir suas emoções como se estas fossem suas, mas não as são. Diferente da compaixão, na qual a pessoa acredita fazer parte daquela dor.
De entre as várias definições da empatia na relação médico-doente temos as seguintes:
"O médico compreende o que o doente experimenta porque, momentaneamente, se pode identificar com ele, ou seja, a compreensão do médico não se baseia em algo que passa de 'fora para dentro', como se ele fosse um mero observador, mas sim na sua capacidade de se colocar 'na pele' do doente e de o tentar conhecer melhor, recorrendo ao conhecimento que tem de si próprio." Professor Doutor José Caldas de Almeida, diretor da Faculdade de Ciências Médicas da Universidade Nova de Lisboa.

## História
Na literatura psicológica a palavra inglesa Empathy foi usada em 1909 pelo psicólogo inglês Edward Titchener apropriada do termo alemão Einfühlung cujo uso na estética apareceu em 1903 com psicólogo alemão Theodor Lipps. Na fenomenologia a filósofa e psicóloga alemã Edith Stein em 1916 dissertou em sua tese de doutorado sobre a Empatia, diferenciando-a do termo Simpatia.
O primeiro psicólogo a gravar sessões de psicoterapia para estudo foi Carl Rogers, como assinala Richard Isadore Evans na sua série de entrevistas com os principais autores da psicologia contemporânea e também Irvin D. Yalom – o autor de “Quando Nietzsche Chorou” (2) – ao apresentar a obra desse autor na introdução de “A Way of Being”(3). Entre os resultados das pesquisas científicas sobre empatia (apresentada num capítulo de “A Way of Being”) verificou-se que as observações de juízes neutros, que assistiram às sessões gravadas, coincidem em maior grau com os pacientes que com os próprios terapeutas, sobre o nível de empatia alcançado em cada situação. Em outras palavras, as pesquisas comprovaram que os pacientes tem melhor percepção sobre o quanto (e quando) são compreendidos, do que os seus terapeutas.
O desenvolvimento deste conceito nas ciências psíquicas começou por Karl Jaspers, em sua obra Psicopatologia Geral (em 1913). Nesta obra, propõe que o psiquiatra, ao invés de interpretar, deve “apresentar de maneira viva, analisar em suas inter-relações, delimitar, distinguir do modo mais preciso possível e designar com termos fixos os estados psíquicos que os pacientes realmente vivenciam” (4). Michel Foucault registra que “deve-se a Jaspers o mérito de ter mostrado que a compreensão pode estender-se muito além das fronteiras do normal e que a compreensão intersubjetiva pode atingir o mundo patológico na sua essência” (5).

## Modelo da empatia
Preston e de Waal (2002) propuseram um modelo neurocientífico da empatia, sugerindo que a observação ou imaginação de outra pessoa num determinado estado emocional ativa automaticamente a representação desse estado no observador, bem como as suas respostas associadas. Esta representação permite que uma pessoa saiba como é que outra se sente num determinado estado emocional.

#### Exemplos
O modelo de Preston e de Waal (2002) é apoiado pelos resultados que alguns estudos obtiveram relativamente à demonstração da presença de respostas neuronais semelhantes em determinadas áreas cerebrais.
Um exemplo é a partilha de respostas neuronais no córtex da ínsula anterior - uma região cerebral envolvida no processamento de várias sensações, nomeadamente o sabor e o nojo - quando as pessoas viram fotografias de caras enojadas e quando elas próprias cheiraram os maus odores; quando se mostraram vídeos de pessoas a provar sabores agradáveis e desagradáveis e quando elas próprias provaram os diferentes sabores.
Outro estudo encontrou uma ativação partilhada nos córtices secundários somatossensoriais, responsáveis pelo processamento do toque, quando indivíduos viam vídeos de pessoas a serem tocadas e quando eles próprios eram tocados.
Um terceiro exemplo é o estudo de Singer and colleagues (2004): utilizando casais, avaliaram a empatia in vivo através da medição da atividade cerebral da companheira enquanto era aplicado um estímulo de dor à sua própria mão ou à mão do companheiro. A companheira conseguia ver quando era aplicada a dor ao companheiro. Os resultados sugerem a ativação de partes da “matriz da dor” (envolvidas no processamento da componente afetiva da dor) – ínsula anterior bilateral, córtex medio-anterior cingulado, tronco cerebral e cerebelo – quando as companheiras experienciavam dor e quando viam que o estímulo da dor estava a ser aplicado ao companheiro, ou seja, havia ativação dos mesmos circuitos. A ativação desta rede também foi detetada em diversas situações: quando indivíduos viram pessoas simpáticas com dores, quando pessoas viam vídeos com partes corporais em situações potencialmente dolorosas ou com expressões faciais de sofrimento ou quando mostravam imagens de mãos a serem picadas por agulhas.

## Questões práticas
A empatia tem aplicações práticas, além da psicoterapia, nos conflitos nas relações humanas (familiares, sociais, institucionais), tendo papel central no método da Comunicação não-violenta (CNV), de Marshall Rosenberg (6). Essa técnica (usada para resolução de conflitos em situações das mais diversas, em vários países), fez parte dos treinamento para os Círculos Restaurativos na implantação da Justiça Restaurativa (JR) no Brasil (implantação sugerida na resolução 2002/12 do Conselho Econômico e Social das Nações Unidas, quando este faz a recomendação da JR a todos os países), no projeto-piloto da 3ª Vara da Infância e Juventude de Porto Alegre. Voluntários tem sido treinados para prestar amparo emocional a pessoas em situações de crise, valendo-se da empatia, como vem sendo praticado há décadas por instituições internacionais como os Samaritanos Mundiais e no Brasil pelo AMA – Amigos Anônimos e pelo CVV – Centro de Valorização da Vida, que atuam na prevenção do suicídio através da escuta empática. O vínculo empático também se mostra fundamental nas reuniões em grupos, desde a Terapia de Grupo (7) até os grupos de autoajuda, como os Alcoólicos Anónimos e os Narcóticos Anônimos, e os para familiares destes, respectivamente o Al-Anon e Al-a-teen e o Nar-Anon. Outra iniciativa com mais de 30 anos de pesquisa é a Roots of Empathy, uma organização fundada pela educadora canadense Mary Gordon que atua internacionalmente levando bebês às salas de aula para, através da observação de seu comportamento, desenvolver esta habilidade em crianças do ensino fundamental. No Brasil, Carlotas explora a arte e a ludicidade como ferramentas para a prática da empatia em escolas e no mundo corporativo. Estes projetos mostram que a relevância deste assunto tem crescido no Brasil e no mundo, paralelamente às pesquisas que têm sido realizadas para a documentação científica de suas causas e efeitos.
A empatia também tem aspecto prático através do mapa da empatia. A razão de ser de qualquer organização está no público-alvo que ela atende. Seja qual for a denominação utilizada (clientes, usuários ou beneficiários), não há modelo de negócio que sobreviva sem resolver problemas e/ou satisfazer do seu público-alvo.
Não que “olhar com os olhos do cliente” seja o único insumo para montar um modelo de negócio ou que tudo o que for dito pelos clientes deva ser levado ao pé da letra, mas sim quer dizer que um negócio de sucesso precisa de um entendimento profundo dos seus clientes, o que inclui os ambientes pelos quais eles circulam, suas rotinas diárias, suas preocupações e suas aspirações.
O “Mapa de Empatia”, criado pela empresa XPLANE, é uma ferramenta que permite compreender cada segmento de clientes de uma forma visual, estabelecendo hipóteses claras a respeito das necessidades, comportamentos e outros atributos das pessoas e/ou organizações atendidas por um determinado modelo de negócio.

## Conceitos científicos em evolução
A empatia é uma condição básica para que as pesquisas científicas reconheçam a condição de sujeito das pessoas alvo de cada pesquisa (8), ao invés da relação sujeito-objeto das pesquisas tradicionais, de inspiração positivista. Transdisciplinaridade e transculturalidade, tanto quanto a empatia – e por motivos análogos – são conceitos científicos em evolução, cujas construções também se constituem em desafios práticos a serem enfrentados para o desenvolvimento das ciências humanas. Às pessoas em geral, a quem deve se destinar os benefícios das descobertas científicas, interessa o conhecimento em si e não a profissão específica do autor da descoberta, que pode ser até um leigo – como já ocorreu em histórias verídicas retratadas em filmes, como “O Óleo de Lorenzo (Lorenzo's Oil)” e “Meu Filho, Meu Mundo”. A dificuldade em aceitar contribuições científicas de leigos reflete mais uma questão da “política das profissões de ajuda” (9), a mesma que dificulta a construção conjunta de conhecimentos entre profissionais de diferentes disciplinas (Transdisciplinaridade) e culturas (Transculturalidade).

## Aplicações práticas em questões sociais
A Associação Psiquiatria Democrática, após atuar intensamente na Itália nas décadas de 1960 e 70, atingiu objetivos concretos de reconhecimento dos direitos subjetivos e objetivos dos pacientes psiquiatrizados, levando à lei da Reforma psiquiátrica que foi posteriormente adotada também em outros países, inclusive no Brasil. Revendo tanto questões das políticas de saúde e sociais, quanto as próprias questões científicas sobre a compreensão da psicopatologia dos pacientes – no qual a empatia teve fator fundamental para a compreensibilidade destes – esse movimento italiano gerou obras teóricas importantes para a psicopatologia das psicoses, como o “Manual Crítico de Psiquiatria” de Giovanni Jervis, escrito de modo acessível aos leigos para que sinais e sintomas tais como delírios e alucinações se tornassem mais compreensíveis para os familiares e as comunidades para cujo convívio os pacientes retornavam. O avanço da legislação propiciada por essa reforma é análogo ao da própria evolução das classificações internacionais, como a da Organização Mundial da Saúde.

## Aspectos fisiológicos da empatia
Pesquisas indicam que a empatia tem uma resposta humana universal, comprovada fisiologicamente. Dessa forma a empatia pode ser tomada como causa do comportamento altruísta, uma vez que predispõe o indivíduo a tomar atitudes altruístas, segundo pesquisas do psicólogo italiano Salvatore M. Aglioti.(12)

## Universalidade
Não foram encontrados estudos interculturais específicos para a empatia, mas há um vasto número de experiências que demonstram a ativação empática em diversos grupos etários, frente a pessoas que exibem sinais de aflição. Estudos feitos com crianças de 4 a 8 anos mostram experiência empática (através de relatos) frente a slides mostrando outras crianças em situações afetivas.

## Bases fisiológicas da empatia
Mac Lean sugere que o sistema límbico, uma das partes mais antigas do nosso cérebro, e suas conexões com o córtex pré-frontal estariam envolvidas na empatia. Eles proporcionariam aos homens a capacidade de se colocar no lugar dos outros. Dessa forma, uma empatia primitiva estaria presente desde cedo na evolução humana, e com a aquisição de novas estruturas cerebrais e circuitos neurais adicionou-se a essa empatia uma forma de cognição, de tal forma que pôde ser experienciada em conjunto com uma consciência social mais desenvolvida.
Estudos de neuroimagem sugerem que regiões associadas com emoções específicas podem ser ativadas pela visão da expressão facial da mesma emoção, fenômeno descrito como contágio emocional (Decety, 2003; Carr,2003, Wicker et al, 2003) apud Singer et al, (2004). Em um estudo comparou-se a atividade cerebral na imitação de expressões faciais e na observação das mesmas em fotos, em outro se comparou respostas neurais eliciadas pela visão de faces com expressões de desgosto e prazer com respostas induzidas por odores prazerosos ou aversivos. Essas experiências mostraram ativação em áreas relacionadas com a percepção e produção de expressões faciais de emoção (sistemas emocionais e faciais), assim como na aspiração de odores desagradáveis (ativação da insula).
Singer et al (2004), comprovaram que, de fato, a experiência empática tem bases neuronais, através de uso imagens da atividade cerebral,obtidas por ressonância magnética. As experiências nas quais voluntárias recebiam uma estimulação de dor na mão e da comparação desses resultados com aqueles obtidos nas mesmas voluntárias quando seus esposos recebiam o estímulo doloroso, no mesmo aposento.
Observou-se que as regiões cerebrais que sinalizam a sensação subjetiva de dor (a aflição dolorosa) – o córtex insular anterior e o córtex cingulado anterior, por exemplo – aumentavam sua atividade no cérebro das esposas como se o choque tivesse sido aplicado à mão delas mesmas. Já regiões como o córtex insular posterior, que sinaliza a dor física, ‘objetiva’, só eram acionadas quando elas realmente recebiam o estímulo de dor.
Conclui-se, então, que a atividade neural da estimulação empática não corresponde todo o sistema de dor, relaciona-se apenas com os componentes emocionais da ativação neural da dor, não se observando estimulação nos componentes sensoriais.

## Precursores precoces de empatia

### Choro reflexo do recém nascido
Estudos mostram o choro reflexo do recém-nascido como um precursor possivelmente inato de ativação empática. Esse choro reativo é evidenciado como resposta ao choro de um outro bebê, sendo descrito como um choro vigoroso, intenso, semelhante com o choro espontâneo, de maior intensidade do que o choro em resposta a outros estímulos sonoros de igual intensidade, do que a simulação computadorizada do choro de um bebê, do choro espontâneo de uma criança mais velha e até mesmo ao choro do próprio bebê, gravado (Sinner, 1971; Sagi & Hoffman, 1976; Martin & Clark, 1982 apud Thompson, 1987) Esse choro é a resposta empática predominante durante o primeiro ano de vida, sendo depois substituída por respostas empáticas mais maduras, como a tentativa de conforto à vítima.

## Modos subsequentes de ativação empática
Alguns cientistas afirmam que nós usamos representações neuronais que refletem as nossas respostas emocionais para entender como é que os outros se sentem num estado emocional semelhante. Tem sido revelado um papel importante dos córtices da ínsula anterior e do córtex anterior cingulado na empatia
Hoffman (1981), cita dois tipos de ativação empática que têm características de resposta comuns a toda espécie, sendo então possivelmente inatos.
O primeiro tipo é a imitação de outras pessoas pelos observadores, com movimentos posturais e de expressão facial que, quando produzidos, criam no indivíduo indicadores internos que contribuem para compreender e sentir a emoção em si próprio (Lipps,1906 apud Hoffman, 1981).
O segundo modo empático é feito por indicadores de dor ou prazer do outro, que fazem associações com sensações já experienciadas pelo observador, resultando numa reação afetiva empática (Humphrey, 1922 apud Hoffman, 1981), que é involuntária e praticamente automática.
Dessa forma, Hoffman propõe que ajudar deve evocar uma resposta empática de aflição.

## Comportamento de ajuda, dados de desenvolvimento e processos perceptuais
A resposta empática de aflição contribui para o comportamento de ajuda. Ela diminui de intensidade depois dessa ação ou continua ativada caso o comportamento de ajuda não tenha sido oferecido. A existência de empatia anterior ao comportamento de ajuda é evidenciada pelos experimentos de Geer e Jarmecky, em 1973. Foi observado que quanto maiores os sinais de dores de uma vítima, aumenta também o nível de ativação empática e a velocidade com que o observador presta ajuda.
Em seu trabalho, Gaertner e Dovidio (1977) fizeram estudantes universitários entrarem em contato com uma pessoa que arrumava cadeiras e, em determinado momento, esta pedia por ajuda. De maneira geral, quanto maior a resposta coração|cardíaca dos sujeitos, mais rapidamente eles prestavam assistência à pessoa necessitada. Darley e Latané (1968) demonstraram que a aflição empática diminui depois de oferecida a ajuda com um experimento em que sujeitos se deparavam com uma pessoa que demonstrava estar tendo ataque epilético. Os indivíduos que não ajudavam a vítima do ataque continuavam a apresentar aflição, tremores e suores nas mãos, ao passo que os sujeitos respondiam ao pedido de ajuda apresentavam menos sinais de perturbação.
Considerando que a aflição empática é fisiologicamente ativada, pode-se inferir que crianças sejam estimuladas por ela, mesmo antes que desenvolvam habilidades cognitivas para ajudarem alguém em perigo da forma mais correta. Hoffman observou que crianças menores de 1 ano, que não têm consciência de individualidade, confundem a dor do outro com a sua própria, agindo como se ela mesma estivesse sentindo dor. Já as crianças entre 1 e 2 anos, que não têm noção de que as pessoas têm pensamentos e sentimentos, tentam ajudar fazendo algo que agradaria a elas mesmas – um exemplo é da criança que traz sua mãe para consolar um amigo que chora, mesmo estando a mãe do garoto angustiado tão disponível quanto a mãe do garoto que oferece ajuda. Crianças de 3 e 4 anos manifestavam preocupação e apresentam comportamento de ajuda.
O ajustamento inclusivo pode ser um fator determinante do altruísmo. Na medida em que as sociedades tornaram-se complexas, o reconhecimento de parentesco e a avaliação custo/benefício anterior ao comportamento de ajuda ficaram dificultados. Para diferenciar parentes e não-parentes nesse novo ambiente, os indivíduos podem usar a similaridade entre si e os outros como um modo alternativo de ajustamento inclusivo. Feschbach e Roe fortalecem essa teoria com estudos que evidenciam que garotas de 6 e 7 anos mostram maior empatia ao assistirem a slides com outras meninas em situações que demonstram entre outras sensações, alegria e tristeza do que garotos assistindo a slides com outros garotos nas mesmas situações. Klein aplicou um teste semelhante, mas separou as garotas negras e brancas. As meninas que participaram da experiência verbalizaram empaticamente com garotas de sua própria etnia.

## Superativação empática
A superativação empática ocorre quando a ativação empática é tão intensa que o observador volta a atenção para si mesmo em vez de voltá-la para a vítima. Nesses casos, há pouca probabilidade de que ocorra uma ação altruísta. Isso pode ocorrer no caso de alguém que se propõe a ajudar uma vítima de um atropelamento e quando chega ao local do acidente sua aflição é tão intensa que este desmaia ou simplesmente sai do local, deixando de ajudar a vítima. Contudo, considerando-se uma situação de ausência de esperança para a vítima, esse fenômeno pode ter sido um fator adaptativo, pois, assim, “preservando as suas próprias energias em vez de ajudar, quando a situação não oferece esperanças, o indivíduo continua disponível para ajudar outras pessoas, quando a ajuda pode ser mais efetiva” (Hoffman, M. L. - 1981).

## Autorrecompensa
Quando a vítima exibe sinais de alívio ou alegria após ter sido ajudada, a pessoa que ajudou pode sentir alegria empática. Uma vez tendo experienciado alegria empática, a pessoa pode sentir-se motivada a ajudar novamente de modo a sentir a alegria empática outra vez. Essa autorrecompensa inerente na empatia não é um processo consciente e pode ter sido um fator adaptativo.

## Desigualdade na capacidade empática

#### Diferenças individuais
As pessoas não demonstram empatia de igual forma. As diferenças individuais podem ser determinadas usando questionários padrão que medem a empatia e que foram desenvolvidos e validados por psicólogos. São exemplos a Escala de Preocupação Empática do Índice de Reatividade Interpessoal (IRI - Interpersonal Reactivity Index) e a Escala Equilibrada da Empatia Emocional (BEES - Balanced Emotional Empathy Scale). O IRI é um teste com 28 itens que utiliza uma escala de 5 pontos (0-4). Estes 28 itens estão divididos em 4 subescalas (a da tomada de perspetivas, a da fantasia, a da preocupação empática e a da angústia), cada uma com 7 itens. A escala da tomada de perspetivas contém itens relativos à espontânea adoção das perspectivas de outras pessoas. A escala da fantasia mede a tendência das pessoas se identificarem com os personagens dos filmes, novelas, peças de teatro e de outras situações fictícias. A escala da preocupação empática questiona acerca dos sentimentos de ternura, compaixão e preocupação que as pessoas que respondem têm, relativamente aos outros. A escala da angústia mede os sentimentos de ansiedade e desconforto que resultam da observação de outrem a passar por uma experiência negativa. O BEES é um teste com 30 itens com uma escala de 9 pontos (-4 a +4).
A análise das respostas empáticas de indivíduos que observavam pessoas em sofrimento revelou diferenças individuais na atividade de áreas relacionadas com a empatia da dor (ACC e AI). Quanto maior a pontuação obtida nos questionários, maior a ativação das áreas associadas componente afetiva da dor.

#### Fatores moduladores
O grau da empatia também varia com fatores situacionais e com o julgamento da situação. Por exemplo, é mais fácil ter empatia com alguém que tenha tratado outrem bem do que com alguém que maltrate os outros. Alguns exemplos que modulam a magnitude da resposta à empatia da dor são:
- A ligação afetiva;
- A avaliação acerca da razão pela qual a dor está a ser aplicada - Singer et al. (2006) demonstraram que, pelo menos nos homens, o desejo de vingança se sobrepõe à empatia quando confrontados com alguém a experienciar dor e que eles pensam que deve ser punido. As pessoas preferem cooperar com pessoas justas e punir os incorretos;
- A frequência de situações de exposição à dor;
- A intensidade do estímulo de dor;
- As associações a grupos - a pertença grupal tem influência nos correlatos neurais envolvidos em cada uma das componentes da empatia: afetiva, cognitiva e regulação emocional .[15]

###### Empatia afectiva e influência grupal
A associação a um grupo está relacionada com uma maior empatia para com os membros desse mesmo grupo (raça, etnia, equipa de futebol).  Estudos de neuroimagem (fMRI) demonstraram que esse aumento de empatia para com membros do mesmo grupo estava relacionado com a ativação do lobo parietal inferior, córtex cingulado anterior e ínsula anterior. Por outro lado, o menor comportanto de ajuda para com os elementos do outro grupo está associado à ativação do núcleo accumbens, que tem um papel fundamental nos comportamentos de recompensa.

###### Empatia cognitiva e influência grupal
A empatia cognitiva também pode ser modulada pela pertença a um determinado grupo. Existem evidências de que a compreensão dos estados emocionais de membros do mesmo grupo é superior do que em membros de grupos diferentes. Através de fMRI, verificou-se este enviesamento grupal estava associado a um aumento de atividade  no sulco temporal superior, na junção temporoparietal e córtex pré-frontal medial. Estas áreas desempenham um papel importante na Teoria da Mente. Curiosamente, apesar da empatia por membros do mesmo grupo estar associada sobretudo a áreas cognitivas, como o  córtex pré-frontal medial, a empatia pela humanidade, no geral, está associada a áreas de processamento afetivo (ínsula e córtex cingulado anterior).

###### Regulação emocional e influência grupal
A regulação emocional é a capacidade de inibir ou facilitar, explicitamente, as respostas empáticas, de forma a garantir um adequado funcionamento no dia-a-dia.
Num estudo com fMRI, demonstrou-se que em praticantes de acupunctura, quando expostos a imagens de agulhas inseridas em várias partes do corpo, as áreas mais activas estavam relacionadas com a regulação emocional (vmPFC) e Teoria da Mente (junção temporoparietal), enquanto que em sujeitos naives se destacou a ativação da rede neural da dor (dACC, ínsula, córtex somatosensorial). Estes dados sugerem que a experiência e o contexto podem inibir a resposta empática na percepção da dor nos outros. Diferenças neurais entre o processamento automático e mais controlado de diferentes grupos sociais, sugerem  a existência de mecanismos de regulação do processamento automático em faces de diferentes raças. Por outro lado, o preconceito racial pode modular a função cognitiva (quanto maior o preconceito, menor o desempenho em tarefas cognitivas). Verificou-se também que a criação de grupos raciais mistos pode contribuir para a inibição destes enviesamentos raciais automáticos.

## Empatia cognitiva
A partilha de emoções entre pessoas ajuda parcialmente na compreensão de como se sentem os outros, mas para perceber na totalidade as crenças, os desejos e as intenções é preciso deliberar acerca dos seus estados mentais. Este aspeto cognitivo da empatia é tipicamente associado às regiões envolvidas na Teoria da Mente: o córtex pré-frontal medial, a junção temporoparietal e o sulco temporal súpero-posterior.